# Michèle Wolf
Michèle Wolf (* 29. August 1954 in Strasbourg) ist eine ehemalige französische Fußballspielerin.

## Vereinskarriere
Michèle Wolf spielte schon als Achtjährige in einer Knabenmannschaft des Amateurvereins SC Notre-Dame in ihrer Heimatstadt Strasbourg. Auch nachdem der Frauenfußball in Frankreich 1970 legalisiert wurde, blieb sie diesem Klub zunächst treu und wurde 1972 zudem zur Nationalspielerin. In dieser Zeit arbeitete sie als Verkäuferin in einem Lebensmittelgeschäft. Einige Monate nach der offiziellen Einführung eines Wettbewerbs um die Landesmeisterschaft wechselte die Stürmerin zu Stade Reims, mit dessen Frauschaft sie 1975, 1976 und 1977 drei Meisterschaften gewann. Es schlossen sich zwei Jahre beim SC Caluire Saint-Clair an, ehe sie ab 1979 den Dress des FC Lyon trug. Michèle Wolf, die im späteren Verlauf ihrer Karriere zunehmend im Mittelfeld eingesetzt wurde, kehrte 1984 in ihren elsässischen Geburtsort zurück. Mit den „Postsportlerinnen“ der ASPTT Strasbourg erreichte sie 1986 noch einmal ein Meisterschafts-Halbfinale, in dem ihr Team allerdings gegen die ASJ Soyaux ausschied. 1989, kurz vor ihrem 35. Geburtstag, beendete sie ihre lange sportliche Laufbahn.

## In der Nationalelf
Als um den Jahreswechsel 1970/1971 der kurz darauf zu Frankreichs erstem Frauen-Nationaltrainer ernannte Pierre Geoffroy einen Kreis von Fußballerinnen zusammenstellte, aus denen er eine Nationalmannschaft bilden wollte, hatte er Michèle Wolf bereits auf seinem Zettel. Die zu diesem Zeitpunkt erst 17-Jährige konnte dann aber weder im April 1971 beim weltweit ersten offiziellen Frauenländerspiel gegen die Niederlande auflaufen noch im August zur (inoffiziellen) Frauenweltmeisterschaft nach Mexiko mitreisen, weil sie von ihrer Schule keine Sonderferien bekam, und musste auch im November des Jahres gegen Italien passen. So debütierte sie bei den Bleues erst im September 1972 anlässlich einer 2:5-Niederlage in der Schweiz.
Bis zum Ende ihrer internationalen Karriere (3:1-Sieg in Belgien im März 1986) brachte Wolf es auf insgesamt 35 A-Länderspiele, in denen sie acht Tore erzielte. Sie war die erste Französin, die die Marke von 30 „Caps“ erreichte; in acht Begegnungen führte sie ihre Mitspielerinnen als Spielführerin auf das Feld, darunter 1982 beziehungsweise 1983 bei fünf Partien in der Qualifikation zur ersten Frauen-Europameisterschaft.

## Palmarès
- Französische Meisterin: 1975, 1976, 1977
- 35 Länderspiele (8 Tore) für Frankreich